# Барсуков, Кир Александрович
Кир Александрович Барсуков (07.02.1929 — 23.03.2001) — российский физик-теоретик, доктор физико-математических наук, профессор, заслуженный деятель науки РФ (1996).

## Биография
Родился и вырос в Пензе, сын врача-гинеколога Александра Сергеевича Барсукова (18.11.1893-03.09.1950), внук купца С. П. Барсукова, владевшего до 1917 г. магазином тканей и мехов. Окончил среднюю школу № 1 им. В. Г. Белинского (1946) и Московский инженерно-физический институт (1952).
В 1975—1994 гг. заведующий кафедрой Ленинградского электротехнического института имени В. И. Ульянова (Ленина) (ЛЭТИ, позже — Санкт-Петербургский государственный электротехнический университет), с 1994 г. профессор кафедры.

## Научная деятельность

### Научные труды
Публикации:
- Электродинамика [Текст] : Конспект лекций / К. А. Барсуков ; М-во высш. и сред. спец. образования РСФСР. Ленингр. электротехн. ин-т им. В. И. Ульянова (Ленина). — Ленинград : ЛЭТИ, 1977. — 55 с. : ил.; 21 см.
- Радиационная экология = Radiation ecology / О. А. Барсуков, К. А. Барсуков. — [М.] : Науч. мир, 2003 (ППП Тип. Наука). — 253 с. : ил., табл.; 25 см; ISBN 5-89176-198-X
- Волновая оптика : Учеб. пособие / С.-Петерб. гос. электротехн. ун-т; Под ред. К. А. Барсукова. — СПб., 1997. — 47 с. : ил.; 20 см.

## Награды и звания
Доктор физико-математических наук (1967, тема диссертации «Взаимодействие движущихся источников с электромагнитными волнами в веществе»). Профессор (1972).
Заслуженный деятель науки РФ (1996).